# 2010–2011-es spanyol labdarúgó-bajnokság (másodosztály)
A Segunda División 2010-11-es szezonja volt a bajnokság jubileumi, nyolcvanadik kiírása. A bajnokság 2010. augusztus 28-án kezdődött és 2011. június 19-én ért véget a rájátszás küzdelmeivel.
A bajnoki címet a Real Betis szerezte meg, a sevillai klubon kívül még a Rayo Vallecano jutott fel egyenes úton az első osztályba. A harmadik feljutó csapat kiléte egy rájátszás után dőlt el a 4–7. helyezett csapatok kivételével (hivatalosan ez a 3–6. helyezett csapatok között zajlott volna, azonban a Barcelona B tartalékcsapat lévén nem vehetett részt a rájátszásban, így a katalán klub helyére a hetedik helyezett lépett). Ezt a rájátszást végül a Granada nyerte, amely így 35 év után szerepelhetett ismét a legmagasabb osztályban.

## Résztvevők
| Csapat         | Város                      | Stadion                   | Befogadóképesség |
| -------------- | -------------------------- | ------------------------- | ---------------- |
| Albacete       | Albacete                   | Carlos Belmonte           | 17 500           |
| Alcorcón       | Alcorcón                   | Santo Domingo             | 3 000            |
| Barcelona B    | Barcelona                  | Mini Estadi               | 15 276           |
| Betis          | Sevilla                    | Benito Villamarín         | 55 500           |
| Cartagena      | Cartagena                  | Cartagonova               | 14 500           |
| Celta Vigo     | Vigo                       | Balaídos                  | 31 800           |
| Córdoba        | Córdoba                    | Nuevo Arcángel            | 18 280           |
| Elche          | Elche                      | Martínez Valero           | 36 017           |
| Gimnàstic      | Tarragona                  | Nou Estadi                | 14 500           |
| Girona         | Girona                     | Montilivi                 | 9 500            |
| Granada        | Granada                    | Nuevo Los Cármenes        | 16 200           |
| Huesca         | Huesca                     | El Alcoraz                | 5 300            |
| Las Palmas     | Las Palmas de Gran Canaria | Gran Canaria              | 31 250           |
| Numancia       | Soria                      | Los Pajaritos             | 9 025            |
| Ponferradina   | Ponferrada                 | El Toralín                | 8 200            |
| Rayo Vallecano | Madrid                     | Teresa Rivero             | 15 500           |
| Recreativo     | Huelva                     | Nuevo Colombino           | 21 670           |
| Salamanca      | Villares de la Reina       | El Helmántico             | 17 341           |
| Tenerife       | Santa Cruz de Tenerife     | Heliodoro Rodríguez López | 23 000           |
| Valladolid     | Valladolid                 | José Zorrilla             | 26 512           |
| Villarreal B   | Vila-real                  | Ciudad Deportiva          | 5 000            |
| Xerez          | Jerez de la Frontera       | Chapín                    | 20 523           |

## Vezető személyiségek, szponzorok
| Csapat         | Elnök                   | Vezetőedző            | Mezgyártó | Főszponzor                           |
| -------------- | ----------------------- | --------------------- | --------- | ------------------------------------ |
| Albacete       | Rafael Candel           | Mario Simón           | Joma      | Caja Rural                           |
| Alcorcón       | Julián Villena          | Juan Antonio Anquela  | Brocal    | CREAA                                |
| Barcelona B    | Sandro Rosell           | Luis Enrique          | Nike      | UNICEF                               |
| Betis          | Rafael Gordillo         | Pepe Mel              | RBb       | Cajasol / SEAT                       |
| Cartagena      | Francisco Gómez         | Juan Ignacio Martínez | Kelme     | Fundación Teatro Romano de Cartagena |
| Celta de Vigo  | Carlos Mouriño          | Paco Herrera          | Li Ning   | Citroën / Estrella Galicia           |
| Córdoba        | José Miguel Salinas     | Lucas Alcaraz         | CCF       | CajaSur                              |
| Elche          | José Sepulcre           | Pepe Bordalás         | Rasán     | Comunitat Valenciana                 |
| Gimnàstic      | José María Fernández    | Joan Carles Oliva     | N         | Tarragona                            |
| Girona         | Ramon Vilaró            | Raül Agné             | Elements  | Costa Brava                          |
| Granada        | Quique Pina             | Fabri González        | Legea     | Caja Granada                         |
| Huesca         | Fernando Losfablos      | Onésimo Sánchez       | Bemiser   | CAI                                  |
| Las Palmas     | Miguel Ángel Ramírez    | Juan Manuel Rodríguez | KS        | Caja de Canarias                     |
| Numancia       | Francisco Rubio         | Juan Carlos Unzué     | Erreà     | Caja Duero                           |
| Ponferradina   | José Fernández Nieto    | Claudio Barragán      | Nike      | bio3                                 |
| Rayo Vallecano | María Teresa Rivero     | José Ramón Sandoval   | Patrick   | Clesa                                |
| Recreativo     | José Miguel de la Corte | Carlos Ríos           | Cejudo    | Cajasol                              |
| Salamanca      | Juan José Pascual       | Balta Sánchez         | Mobel     | Caja Duero                           |
| Tenerife       | Miguel Concepción       | David Amaral          | Luanvi    | Caja de Canarias                     |
| Valladolid     | Carlos Suárez           | Abel Resino           | Kappa     |                                      |
| Villarreal B   | Fernando Roig           | José Francisco Molina | Puma      | Aeroport Castelló                    |
| Xerez          | Antonio Millán          | Javi López            | Legea     | Cajasol                              |

## Változások a csapatok vezetőedzőinél
| Csapat       | Távozó vezetőedző   | Távozás oka       | Távozás ideje        | Utód                            | Munkavégzés kezdete  | Pozíció       |
| ------------ | ------------------- | ----------------- | -------------------- | ------------------------------- | -------------------- | ------------- |
| Valladolid   | Javier Clemente     | Szerződés lejárta | 2010. május 31.      | Antonio Gómez                   | 2010. június 23.     | 18. (2009-10) |
| Tenerife     | Gonzalo Arconada    | Kirúgás           | 2010. szeptember 20. | Alfredo Merino (megbízott)      | 2010. szeptember 21. | 22.           |
| Tenerife     | Alfredo Merino      | Szerződés lejárta | 2010. szeptember 27. | Juan Carlos Mandiá              | 2010. szeptember 27. | 22.           |
| Recreativo   | Pablo Alfaro        | Kirúgás           | 2010. október 17.    | Carlos Ríos                     | 2010. október 18.    | 21.           |
| Valladolid   | Antonio Gómez       | Kirúgás           | 2010. november 29.   | Javier Torres Gómez (megbízott) | 2010. november 29.   | 7.            |
| Gimnàstic    | Luis César Sampedro | Kirúgás           | 2010. december 6.    | Juan Carlos Oliva               | 2010. december 6.    | 22.           |
| Valladolid   | Javier Torres Gómez | Szerződés vége    | 2010. december 6.    | Abel Resino                     | 2010. december 6.    | 6.            |
| Ponferradina | José Carlos Granero | Kirúgás           | 2011. január 4.      | Tomás Nistal (megbízott)        | 2011. január 4.      | 20.           |
| Ponferradina | Tomás Nistal        | Szerződés lejárta | 2011. január 16.     | Claudio Barragán                | 2011. január 17.     | 21.           |
| Tenerife     | Juan Carlos Mandiá  | Kirúgás           | 2011. január 23.     | Antonio Tapia                   | 2011. január 24.     | 22.           |
| Albacete     | Antonio Calderón    | Kirúgás           | 2011. február 13.    | David Vidal                     | 2011. február 13.    | 19.           |
| Salamanca    | Óscar Cano          | Kirúgás           | 2011. február 14.    | Pepe Murcia                     | 2011. február 15.    | 19.           |
| Las Palmas   | Francisco Jémez     | Kirúgás           | 2011. február 26.    | Juan Manuel Rodríguez           | 2011. február 26.    | 18.           |
| Albacete     | David Vidal         | Kirúgás           | 2011. március 23.    | Mario Simón                     | 2011. március 23.    | 21.           |
| Tenerife     | Antonio Tapia       | Kirúgás           | 2011. április 5.     | David Amaral                    | 2011. április 5.     | 21.           |
| Salamanca    | Pepe Murcia         | Kirúgás           | 2011. április 11.    | Balta Sánchez                   | 2011. április 11.    | 19.           |
| Villarreal B | Javi Gracia         | Kirúgás           | 2011. május 12.      | José Francisco Molina           | 2011. május 12.      | 16.           |

## A bajnokság végeredménye
| #  | Csapat             | M  | Gy | D  | V  | Lg | Kg | Gk  | P   | Megjegyzés                 |
| -- | ------------------ | -- | -- | -- | -- | -- | -- | --- | --- | -------------------------- |
| 1  | Real Betis (B) (F) | 42 | 25 | 8  | 9  | 85 | 44 | +41 | 83  | Feljutás: La Liga          |
| 2  | Rayo Vallecano (F) | 42 | 23 | 10 | 9  | 73 | 48 | +25 | 79  | Feljutás: La Liga          |
| 3  | Barcelona B        | 42 | 20 | 11 | 11 | 85 | 62 | +23 | 711 |                            |
| 4  | Elche              | 42 | 18 | 15 | 9  | 55 | 42 | +13 | 69  | Rájátszás                  |
| 5  | Granada (F)        | 42 | 18 | 14 | 10 | 71 | 47 | +24 | 68  | Rájátszás                  |
| 6  | Celta Vigo         | 42 | 17 | 16 | 9  | 62 | 43 | +19 | 67  | Rájátszás                  |
| 7  | Valladolid         | 42 | 19 | 9  | 14 | 65 | 51 | +14 | 66  | Rájátszás                  |
| 8  | Xerez              | 42 | 17 | 9  | 16 | 60 | 64 | −4  | 60  |                            |
| 9  | Alcorcón           | 42 | 17 | 7  | 18 | 57 | 52 | +5  | 58  |                            |
| 10 | Numancia           | 42 | 17 | 6  | 19 | 65 | 63 | +2  | 57  |                            |
| 11 | Girona             | 42 | 15 | 12 | 15 | 58 | 56 | +2  | 57  |                            |
| 12 | Recreativo         | 42 | 12 | 20 | 10 | 44 | 37 | +7  | 56  |                            |
| 13 | Cartagena          | 42 | 16 | 8  | 18 | 48 | 63 | −15 | 56  |                            |
| 14 | Huesca             | 42 | 13 | 16 | 13 | 39 | 45 | −6  | 55  |                            |
| 15 | Las Palmas         | 42 | 13 | 15 | 14 | 56 | 71 | −15 | 54  |                            |
| 16 | Córdoba            | 42 | 13 | 13 | 16 | 58 | 63 | −5  | 52  |                            |
| 17 | Villarreal B       | 42 | 15 | 6  | 21 | 43 | 63 | −20 | 51  |                            |
| 18 | Gimnàstic          | 42 | 12 | 13 | 17 | 37 | 45 | −8  | 49  |                            |
| 19 | Salamanca (K)      | 42 | 13 | 7  | 22 | 46 | 68 | −22 | 46  | Kiesés: Segunda División B |
| 20 | Tenerife (K)       | 42 | 9  | 11 | 22 | 42 | 66 | −24 | 38  | Kiesés: Segunda División B |
| 21 | Ponferradina (K)   | 42 | 5  | 19 | 18 | 36 | 63 | −27 | 34  | Kiesés: Segunda División B |
| 22 | Albacete (K)       | 42 | 7  | 11 | 24 | 35 | 64 | −29 | 32  | Kiesés: Segunda División B |

Forrás: LFP - Liga Adelante
Rendezési elv: 1.: több szerzett pont; 2.: egymás ellen szerzett több pont; 3.: egymás elleni gólkülönbség; 4.: egymás ellen lőtt több gól; 5.: gólkülönbség; 6.: több lőtt gól; 7.: Fair Play-lista.
1 A Barcelona B nem vehetett részt a rájátszásban, ugyanis a Barcelona tartalékcsapataként nem volt jogosult a feljutásra. Így a hetedik helyezett Valladolid lépett a Barcelona B helyére.
# = helyezés; M = játszott meccsek száma; Gy = győzelmek; D = döntetlenek; V = vereségek; Lg = lőtt gólok; Kg = kapott gólok; Gk = gólkülönbség; Pont = pontok; (B) = bajnok; (K) = kiesett; (F) = feljutott.

## Kereszttáblázat
|                   | Alb | Alc | BAt | Bet | Car | CdV | Cór | Elc | Gim | Gir | Gra | Hue | LPa | Num | Pon | RVa | Rec | Sal | Ten | Val | ViB | Xer |
| Albacete          |     | 1–1 | 2–2 | 2–1 | 1–2 | 0–1 | 1–0 | 0–2 | 0–1 | 1–1 | 2–1 | 3–1 | 0–1 | 1–2 | 0–1 | 1–1 | 1–1 | 1–0 | 1–2 | 1–1 | 0–2 | 1–1 |
| Alcorcón          | 2–0 |     | 1–3 | 3–3 | 0–0 | 1–0 | 2–1 | 0–1 | 1–1 | 3–1 | 2–0 | 0–1 | 5–0 | 3–1 | 2–0 | 2–0 | 2–1 | 4–0 | 3–2 | 1–0 | 1–2 | 3–1 |
| Barcelona Atlètic | 2–1 | 2–0 |     | 0–3 | 3–0 | 1–1 | 4–1 | 2–0 | 4–0 | 1–2 | 4–0 | 0–1 | 3–5 | 1–0 | 1–1 | 1–2 | 1–1 | 5–1 | 3–1 | 0–0 | 4–1 | 2–1 |
| Betis             | 2–0 | 3–0 | 2–2 |     | 5–0 | 1–1 | 3–1 | 1–4 | 1–0 | 2–1 | 4–1 | 3–1 | 4–1 | 4–1 | 3–0 | 4–0 | 0–1 | 1–0 | 3–1 | 2–1 | 2–1 | 3–1 |
| Cartagena         | 1–1 | 1–0 | 5–1 | 2–1 |     | 0–4 | 1–2 | 0–1 | 2–2 | 1–0 | 2–1 | 2–0 | 5–2 | 1–0 | 1–1 | 2–4 | 1–3 | 1–0 | 1–0 | 1–1 | 2–0 | 1–2 |
| Celta Vigo        | 3–1 | 3–0 | 1–2 | 1–1 | 3–0 |     | 3–2 | 2–2 | 1–0 | 0–4 | 1–1 | 1–2 | 2–0 | 4–0 | 1–1 | 0–0 | 0–3 | 1–0 | 1–0 | 1–2 | 0–1 | 1–1 |
| Córdoba           | 5–1 | 1–4 | 2–0 | 1–1 | 2–0 | 0–0 |     | 0–0 | 1–0 | 1–1 | 1–1 | 2–0 | 2–0 | 1–2 | 3–3 | 2–3 | 3–3 | 2–0 | 2–2 | 1–0 | 0–0 | 0–2 |
| Elche             | 1–0 | 1–0 | 2–1 | 0–2 | 1–2 | 1–3 | 2–1 |     | 1–0 | 0–0 | 0–0 | 3–0 | 2–2 | 1–0 | 2–0 | 1–1 | 1–0 | 3–1 | 1–0 | 2–2 | 0–0 | 4–1 |
| Gimnàstic         | 2–1 | 2–0 | 1–1 | 3–1 | 2–0 | 1–2 | 1–1 | 0–0 |     | 2–0 | 0–3 | 0–0 | 0–0 | 1–0 | 0–0 | 0–1 | 0–0 | 2–0 | 1–1 | 1–0 | 1–2 | 0–2 |
| Girona            | 3–0 | 3–1 | 0–2 | 0–1 | 1–1 | 1–1 | 2–1 | 2–2 | 2–1 |     | 2–0 | 3–1 | 1–1 | 2–0 | 3–0 | 1–3 | 0–0 | 1–1 | 4–2 | 2–0 | 2–3 | 4–2 |
| Granada           | 3–0 | 1–0 | 4–1 | 3–0 | 2–1 | 1–1 | 1–1 | 3–3 | 6–1 | 2–1 |     | 2–0 | 5–2 | 2–0 | 2–0 | 1–1 | 2–1 | 0–1 | 2–1 | 0–1 | 3–0 | 5–0 |
| Huesca            | 1–0 | 3–1 | 1–1 | 1–1 | 0–0 | 1–2 | 2–0 | 2–2 | 1–1 | 0–1 | 0–0 |     | 0–0 | 0–0 | 1–0 | 4–1 | 1–1 | 0–1 | 0–0 | 1–0 | 3–0 | 1–1 |
| Las Palmas        | 2–1 | 4–1 | 2–2 | 2–2 | 2–0 | 1–1 | 0–1 | 2–1 | 3–2 | 1–1 | 1–1 | 1–1 |     | 0–0 | 1–0 | 2–1 | 1–1 | 2–1 | 1–0 | 2–0 | 2–2 | 0–3 |
| Numancia          | 0–1 | 2–1 | 4–6 | 1–2 | 2–0 | 1–3 | 1–1 | 2–0 | 1–0 | 4–0 | 3–2 | 3–1 | 4–0 |     | 3–0 | 0–3 | 1–2 | 3–2 | 2–1 | 3–3 | 2–1 | 3–0 |
| Ponferradina      | 2–1 | 1–2 | 2–2 | 1–1 | 1–2 | 0–0 | 3–0 | 0–1 | 1–1 | 1–1 | 0–0 | 0–0 | 3–2 | 0–4 |     | 0–1 | 1–1 | 3–2 | 1–1 | 1–1 | 1–5 | 1–2 |
| Rayo Vallecano    | 3–3 | 1–0 | 2–3 | 1–0 | 3–1 | 1–3 | 4–2 | 1–2 | 1–1 | 2–0 | 1–1 | 4–0 | 2–0 | 3–2 | 3–1 |     | 0–0 | 1–2 | 1–0 | 3–0 | 3–0 | 3–0 |
| Recreativo        | 0–0 | 0–0 | 1–1 | 1–3 | 3–0 | 1–1 | 2–1 | 0–0 | 1–0 | 4–0 | 0–0 | 0–1 | 1–1 | 1–0 | 1–1 | 1–1 |     | 0–2 | 3–0 | 0–1 | 2–0 | 1–1 |
| Salamanca         | 1–0 | 1–1 | 2–3 | 0–3 | 2–0 | 1–1 | 1–1 | 5–4 | 1–0 | 1–0 | 1–2 | 1–1 | 4–2 | 2–2 | 2–2 | 0–1 | 0–1 |     | 1–2 | 0–5 | 1–0 | 2–3 |
| Tenerife          | 0–1 | 1–0 | 1–4 | 0–3 | 1–1 | 0–2 | 1–2 | 1–0 | 0–2 | 3–3 | 2–2 | 0–1 | 1–1 | 1–1 | 1–1 | 2–1 | 1–0 | 1–2 |     | 3–2 | 0–1 | 2–1 |
| Valladolid        | 1–1 | 2–0 | 2–1 | 1–0 | 0–1 | 3–2 | 5–1 | 2–0 | 1–0 | 1–0 | 2–3 | 2–0 | 2–0 | 4–5 | 2–1 | 2–2 | 4–0 | 1–0 | 2–2 |     | 3–0 | 2–1 |
| Villarreal B      | 1–0 | 1–4 | 2–3 | 1–0 | 2–0 | 2–2 | 0–3 | 1–1 | 0–2 | 0–1 | 2–1 | 1–1 | 0–3 | 1–0 | 1–0 | 1–2 | 2–0 | 0–1 | 0–2 | 2–0 |     | 1–2 |
| Xerez             | 4–2 | 0–0 | 1–0 | 2–3 | 1–4 | 2–1 | 1–3 | 0–0 | 1–2 | 3–1 | 1–1 | 1–3 | 2–1 | 1–0 | 0–0 | 0–1 | 1–1 | 2–0 | 2–0 | 4–0 | 3–1 |     |

## Góllövőlista
| Játékos             | Gólok | 11-esből | Csapat         |
| ------------------- | ----- | -------- | -------------- |
| Jonathan Soriano    | 32    | 4        | Barcelona B    |
| Javi Guerra         | 27    | 0        | Valladolid     |
| Rubén Castro        | 25    | 4        | Real Betis     |
| Alexandre Geijo     | 24    | 0        | Granada        |
| Quini               | 22    | 5        | Alcorcón       |
| Emiliano Armenteros | 20    | 3        | Rayo Vallecano |
| Jorge Molina        | 18    | 1        | Real Betis     |
| Ranko Despotović    | 18    | 0        | Girona         |
| David Rodríguez     | 17    | 0        | Celta Vigo     |
| José Mari           | 17    | 0        | Xerez          |
| Nino                | 17    | 2        | Tenerife       |

## Zamora-díj
| Kapus              | Kapott gól | Mérkőzés | Átlag | Csapat         |
| ------------------ | ---------- | -------- | ----- | -------------- |
| Andrés Fernández   | 26         | 31       | 0.84  | Huesca         |
| Ismael Falcón      | 28         | 33       | 0.85  | Celta Vigo     |
| Fabricio Agosto    | 36         | 40       | 0.9   | Recreativo     |
| Rubén Pérez        | 39         | 41       | 0.95  | Gimnàstic      |
| Roberto Fernández  | 43         | 39       | 1.1   | Granada        |
| David Cobeño       | 40         | 34       | 1.18  | Rayo Vallecano |
| Roberto Santamaría | 39         | 32       | 1.22  | Girona         |
| Manu Herrera       | 42         | 34       | 1.24  | Alcorcón       |
| Keylor Navas       | 49         | 36       | 1.36  | Albacete       |
| Kiko Casilla       | 49         | 35       | 1.4   | Cartagena      |

## Fair Play-lista
A listát különböző szempontok, például sárga és piros lapok, az utóbbiak után kapott eltiltások mértéke, a szurkolók viselkedése stb. alapján állítják össze. A lista végső esetben eldöntheti két vagy több azonos pontszámmal álló csapat sorsát, ha a többi rendezési elvnél ugyanolyanok a csapatok mutatói.
| #  | Csapat         | Mérkőzés | Pont |
| -- | -------------- | -------- | ---- |
| 1  | Barcelona B    | 42       | 102  |
| 2  | Numancia       | 42       | 116  |
| 3  | Gimnàstic      | 42       | 117  |
| 4  | Villarreal B   | 42       | 130  |
| 5  | Celta Vigo     | 42       | 139  |
| 6  | Albacete       | 42       | 141  |
| 7  | Córdoba        | 42       | 142  |
| 8  | Girona         | 42       | 147  |
| 9  | Ponferradina   | 42       | 148  |
| 9  | Salamanca      | 42       | 148  |
| 11 | Valladolid     | 42       | 150  |
| 12 | Recreativo     | 42       | 158  |
| 13 | Alcorcón       | 42       | 160  |
| 13 | Cartagena      | 42       | 160  |
| 15 | Huesca         | 42       | 161  |
| 16 | Betis          | 42       | 162  |
| 17 | Granada        | 42       | 163  |
| 18 | Xerez          | 42       | 167  |
| 19 | Las Palmas     | 42       | 169  |
| 20 | Tenerife       | 42       | 170  |
| 21 | Rayo Vallecano | 42       | 174  |
| 22 | Elche          | 42       | 207  |

## Csapatok autonóm közösségek szerint
|   | Autonóm közösség    | Csapatok száma | Csapatok                                      |
| - | ------------------- | -------------- | --------------------------------------------- |
| 1 | Andalúzia           | 5              | Betis, Córdoba, Granada, Recreativo, Xerez    |
| 2 | Kasztília és León   | 4              | Numancia, Ponferradina, Salamanca, Valladolid |
| 3 | Katalónia           | 3              | Barcelona B, Gimnàstic, Girona                |
| 4 | Kanári-szigetek     | 2              | Las Palmas, Tenerife                          |
| 4 | Madrid              | 2              | Alcorcón, Rayo Vallecano                      |
| 4 | Valencia            | 2              | Elche, Villarreal B                           |
| 7 | Aragónia            | 1              | Huesca                                        |
| 7 | Kasztília-La Mancha | 1              | Albacete                                      |
| 7 | Galicia             | 1              | Celta                                         |
| 7 | Murcia              | 1              | Cartagena                                     |